# Unterboinghausen
Unterboinghausen ist eine Ortschaft in der Gemeinde Marienheide im Oberbergischen Kreis, Nordrhein-Westfalen, Deutschland.

## Lage und Beschreibung
Der Ort liegt etwa 4,7 km vom Hauptort entfernt. Nachbarorte sind Oberboinghausen im Norden, Dürhölzen im Osten und Gimborn im Südwesten (ca. 1 km entfernt). Der Gimmerbach. der etwa 400 m weiter östlich entspringt, fließt südlich an Unterboinghausen vorbei. An der Dorfstraße mit Namen Gimbachquelle liegen 6 Wohnhäuser, wovon zwei denkmalgeschützt sind: Gimbachquelle 22 und Gimbachquelle 15. Gegenüber dem Haus 15 ist noch ein altes Backhaus zu sehen. Darüber hinaus steht am Weg nach Oberboinghausen am äußerst westlich Ortsrand noch eine alte Holzscheune unter Denkmalschutz.
Zwar führt kein Wanderweg durch Unterboinghausen (Niederboinghausen), wegen seines schönen Ortsbilds, der sehenswerten Baudenkmäler und der reizvollen Lage, sollte man zu dem nur 1 km von Gimborn entfernten Ort einen Abstecher zu Fuß machen.

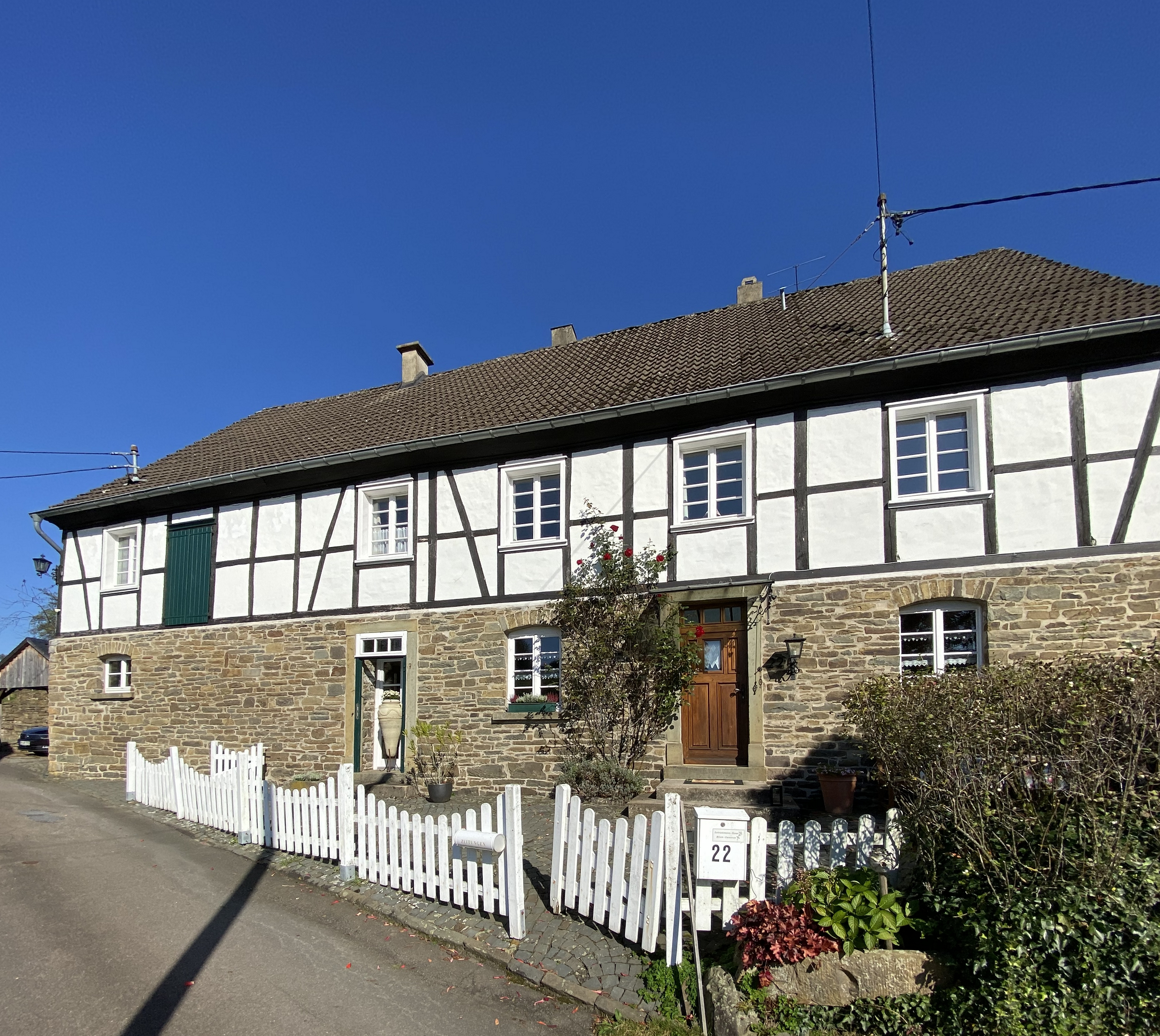
Baudenkmal Gimbachquelle 22
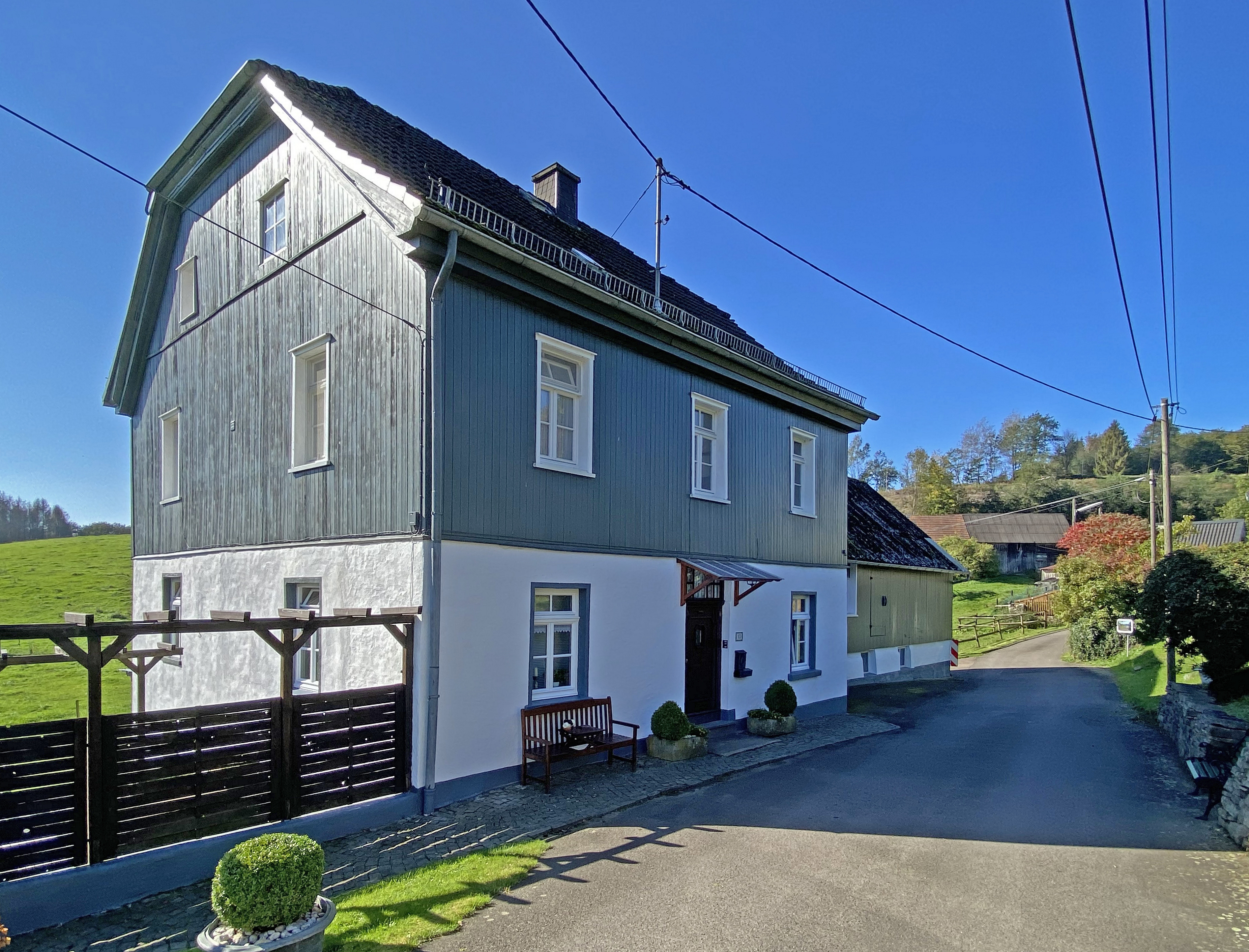
Baudenkmal Gimbachquelle 15
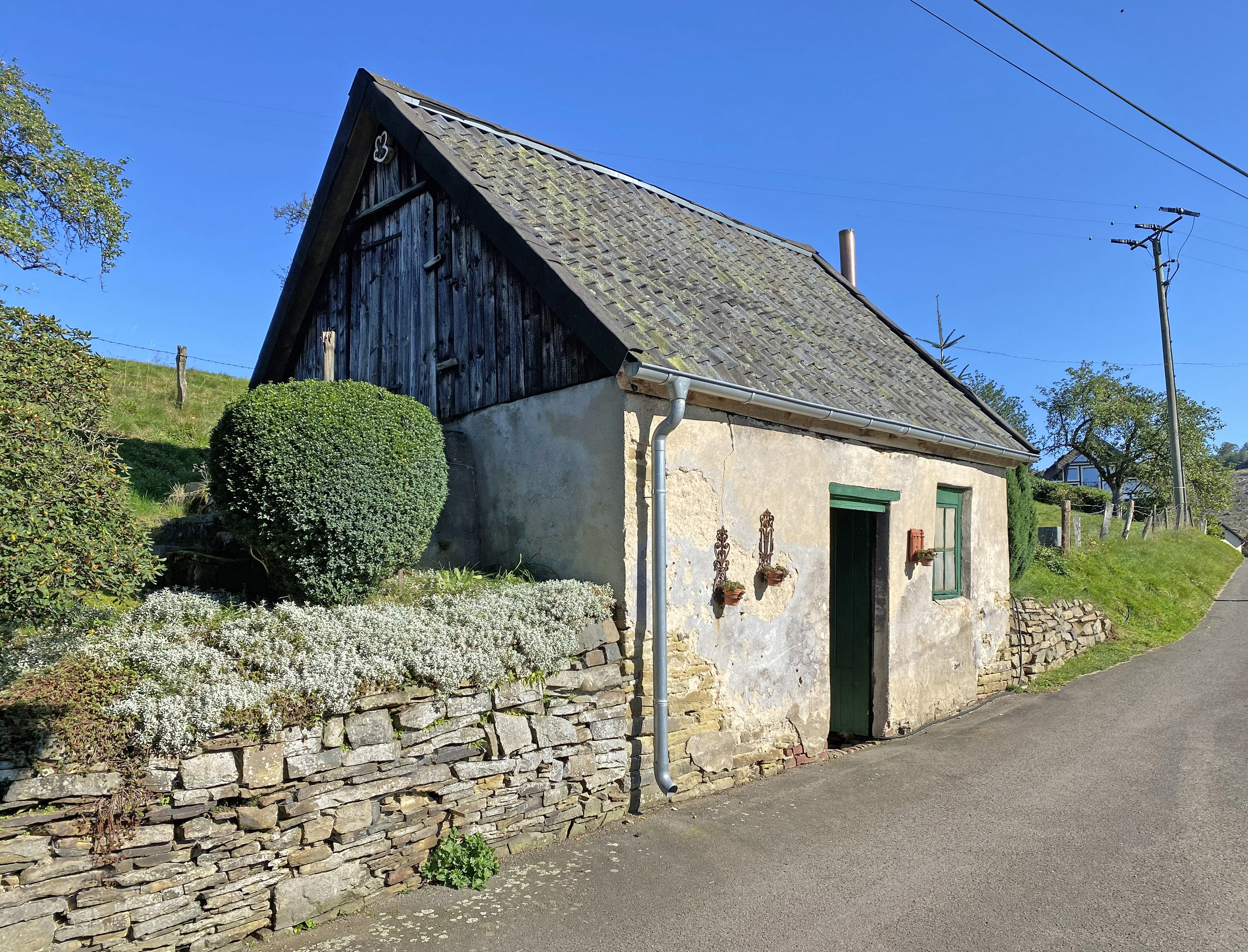
Altes Backhaus bei Haus 15
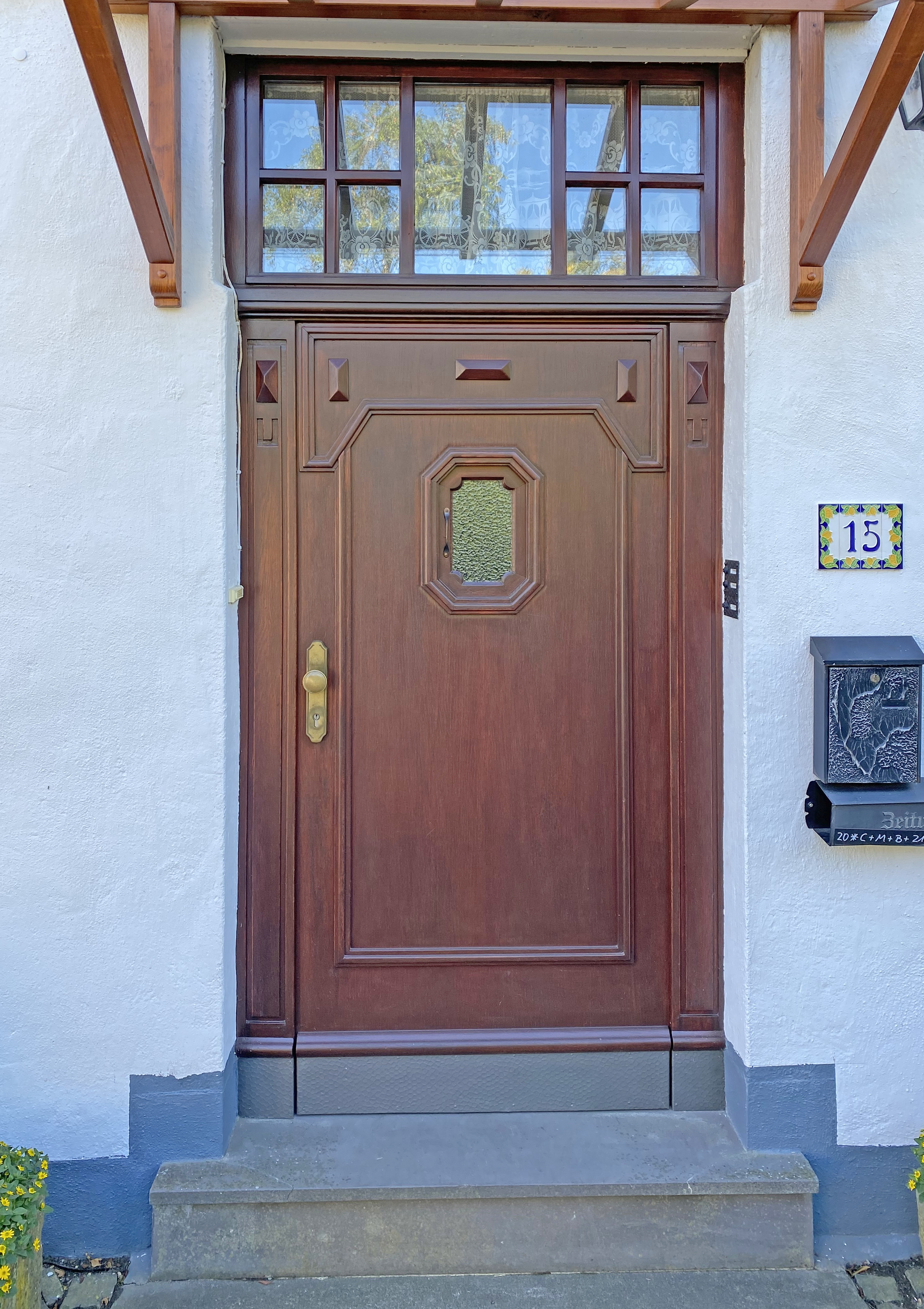
Haustüre Gimbachquelle 15
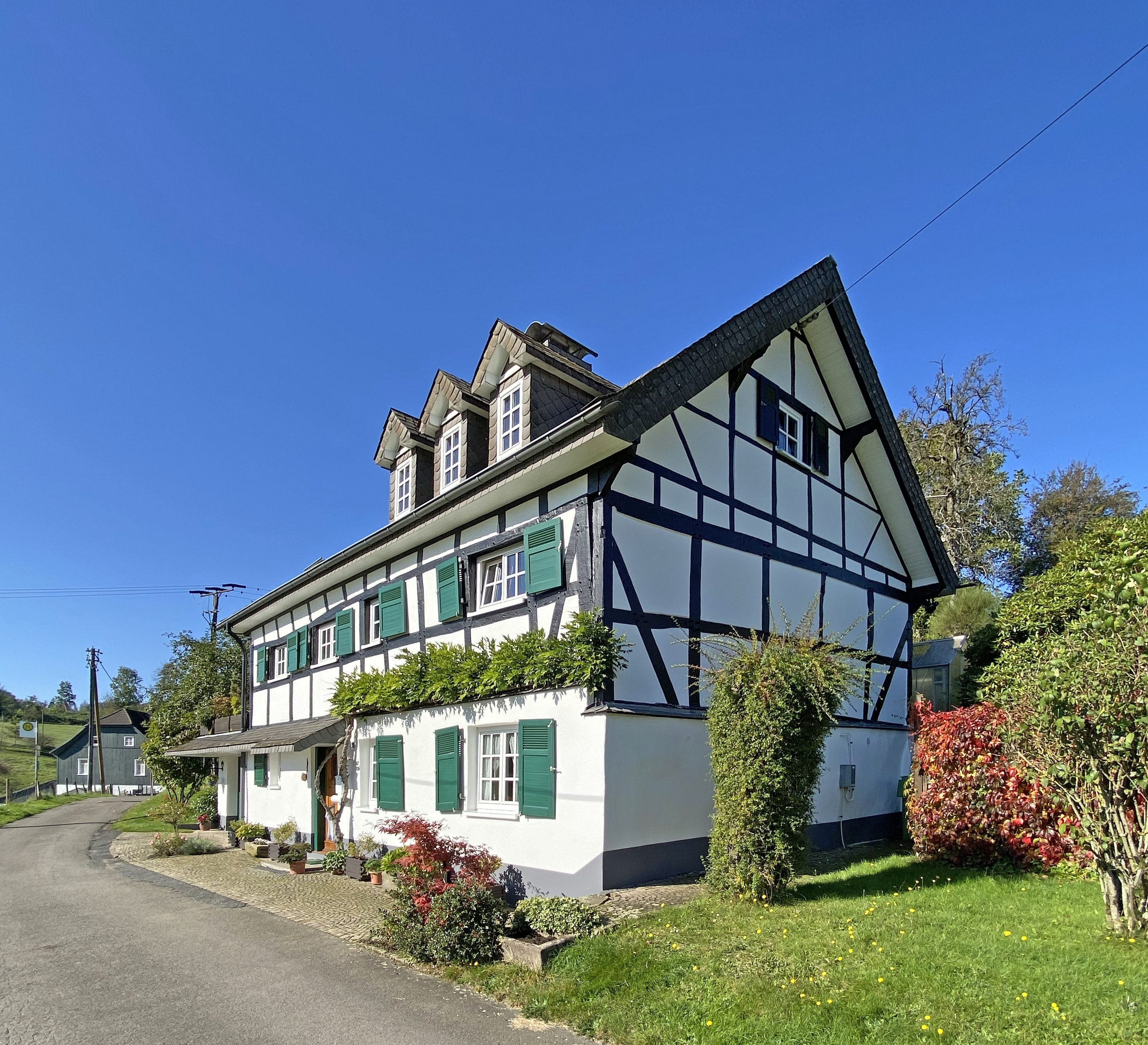
Gimbachquelle 14
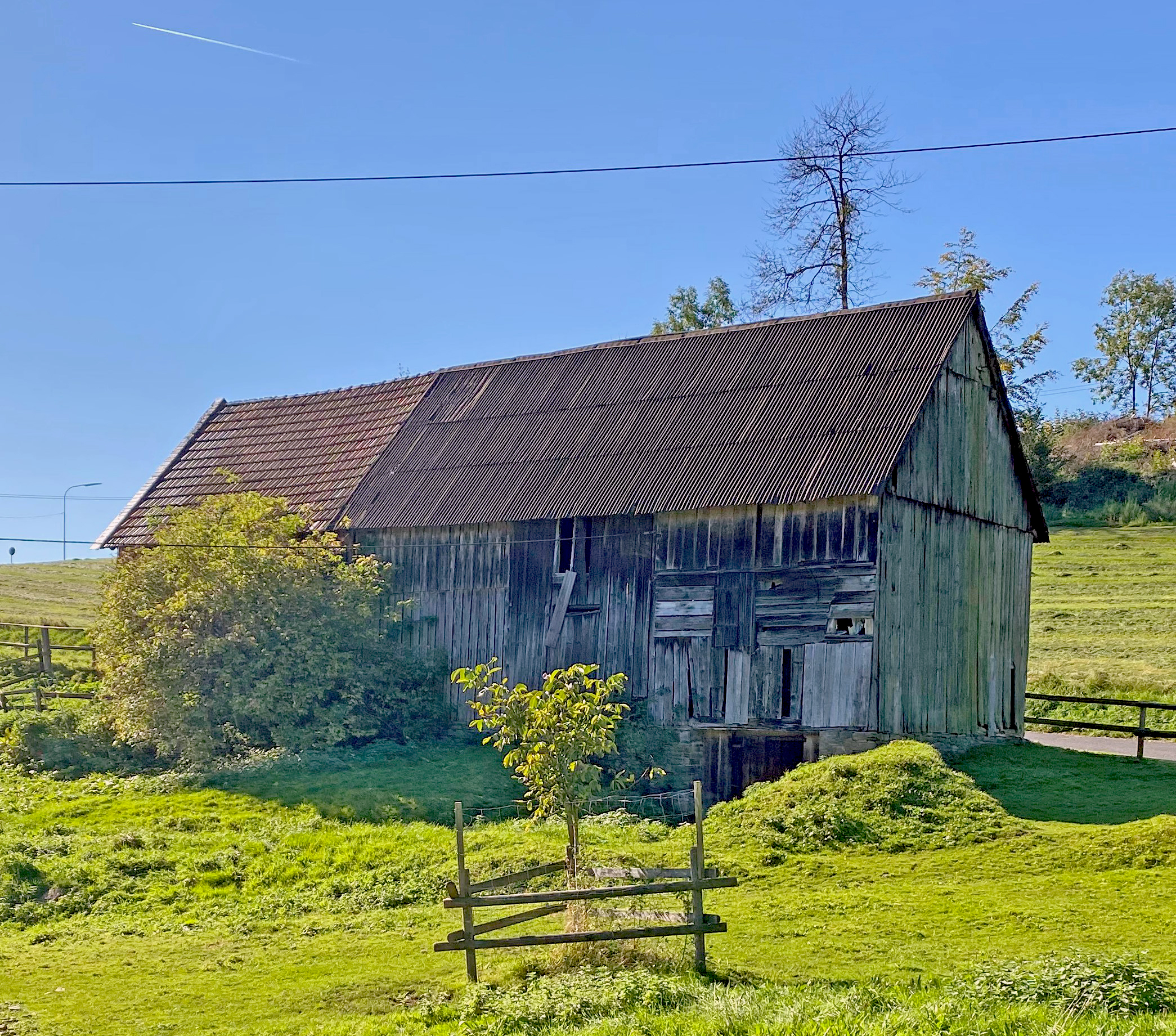
Baudenkmal alte Holzscheune

## Geschichte

### Erstnennung
Im Jahr 1501 wurde der Ort das erste Mal urkundlich erwähnt und zwar „Konrad von Buwynckhuesen wird in einem Testament genannt“.
Die Schreibweise der Erstnennung war Buwynckhuesen.
Dies gilt für Ober- und Unterboinghausen.